# Španskih boraca
La rue Španskih boraca (en serbe cyrillique : Шпанских бораца) est située à Belgrade, la capitale de la Serbie, dans la municipalité urbaine de Novi Beograd.
Elle est ainsi nommée en l'honneur des combattants yougoslaves de la Guerre d'Espagne.

## Parcours
La rue Španskih boraca prend naissance au niveau du Bulevar Mihaila Pupina. Elle s'oriente vers le sud-ouest et croise le Bulevar Zorana Đinđića puis le Bulevar Arsenija Čarnojevića. La rue se termine au croisement du Bulevar Milutina Milankovića et de la rue Đorđa Stanojevića.

## Transports
La rue est desservie par plusieurs lignes de bus de la société GSP Beograd, soit les lignes 16 (Karaburma II - Novi Beograd Pohorska), 18 (Medaković III - Zemun Bačka), 65 (Zvezdara II – Novo Bežanijsko groblje), 71 (Zeleni venac – Bežanija), 72 (Zeleni venac – Aéroport Nicolas Tesla), 74 (Omladinski stadion – Bežanijska kosa), 75 (Zeleni venac – Bežanijska kosa), 77 (Zvezdara – Hôpital de Bežanijska kosa), 78 (Banjica II – Zemun Novi grad), 83 (Crveni krst – Zemun Bačka), 88 (Zemun Kej oslobođenja – Novi Železnik) et 601 (Gare principale de Belgrade – Surčin).